# HD 122797
HD 122797，又名BD+05 2836，SAO 120265、HR 5275，是一颗恒星，视星等为6.24，位于銀經343.99，銀緯61.85，其B1900.0坐标为赤經13h 58m 54.5s，赤緯+5° 61.85′ 54″。